# 峡谷龙属
峡谷龙（属名：Osmakasaurus，意为“峡谷蜥蜴”，ósmaka在拉科塔语中意为“峡谷”）是基干植食性禽龙类恐龙的一个属，生存于早白垩世凡蓝今阶，地理泛围相当于今天的美国南达科他州水牛峡，化石出自拉科塔组奇尔森段（Chilson Member），由安德鲁·麦克唐纳（Andrew T. McDonald）命名于2011年，模式种为扁平峡谷龙（O. depressus）。

## 发现与命名
正模标本USNM 4753由内森·霍拉蒂欧·达顿（Nelson Horatio Darton）于1896年在拉科塔组中发现，模式种由查尔斯·惠特尼·吉尔摩（Charles Whitney Gilmore）于1909年首次描述，最初被归入弯龙的一种：扁平弯龙（Camptosaurus depressus），后来于2008年重新归入扁臀龙，并改名为扁平扁臀龙（Planicoxa depressa）。该物种最终于2011年独立为新属峡谷龙。